# Воеводин (водопад)
Водопад Воеводин (укр. Воєводин) — украинский гидрологический памятник природы местного значения. Находится на ручье Воеводин (Государственный заказник «Соколовы скелы») в 12 км от села Турья Поляна Ужгородского района Закарпатской области. Имеет научное, эстетическое и рекреационное значение.
Ручей Воеводин берёт начало на горе Полонина-Руна (1497 м), течёт в глубоком ущелье и впадает в реку Шипот.
Предположительно, образовался вследствие землетрясения, во время которого в горных породах поперёк узкой долины возникла трещина.